# Gaius Iulius Apollinaris

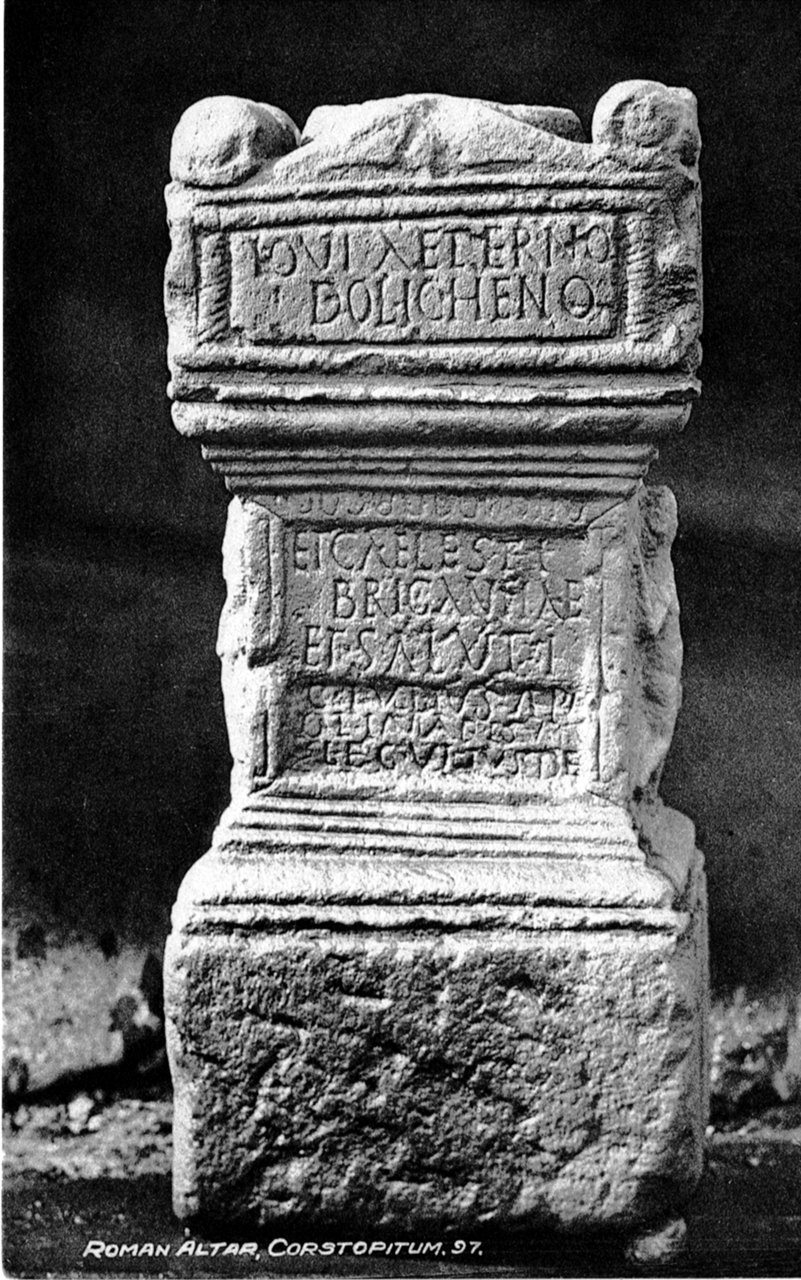
Die Inschrift

Gaius Iulius Apollinaris (oder Apolinaris) war ein im 2. oder 3. Jahrhundert n. Chr. lebender Angehöriger der römischen Armee.
Durch eine Weihinschrift auf einem Altar, der in Corstopitum gefunden wurde, ist belegt, dass Apollinaris Centurio in der Legio VI war. Apollinaris ließ dabei auf einem bestehenden Altar drei Zeilen ausmeißeln und durch seinen Namen und weitere Angaben ersetzen. Der Altar ist dem Iuppiter Aeternus Dolichenus und der Caelestis Brigantia gewidmet.
Die Inschrift wird bei der EDCS auf 201/300 datiert. James Robert Summerly datiert sie in einen Zeitraum zwischen 160 und 235.